# Премия «Грэмми» за лучшее исполнение мелодичного рэпа
«Грэмми» в номинации «Лучшее исполнение мелодичного рэпа» (англ. Grammy Award for Best Melodic Rap Performance; до 2017 года «Лучшее рэп-/песенное совместное исполнение», Best Rap/Sung Collaboration; с 2018 по 2020 год «Лучшее рэп-/песенное исполнение», Best Rap/Sung Performance) ежегодно присуждается Национальной академией искусства и науки звукозаписи США за «художественные достижения, техническое мастерство и значительный вклад в развитие звукозаписи без учёта продаж альбома (сингла) и его позиции в чартах».
В 2002 году первыми лауреатами в категории стали рэп-исполнительница Ив и певица Гвен Стефани за песню «Let Me Blow Ya Mind». Пара также была номинирована в 2006 году с песней «Rich Girl», но не смогла одержать победу.
Лидером по числу побед в данной категории является Jay Z — 7 раз. По количеству номинаций лидирует Канье Уэст — 15 раз. Среди женщин больше всего выигрывала Рианна — 5 раз.
В 2017 году категория «Лучшее рэп-/песенное совместное исполнение» была расширена: теперь среди номинантов могли быть и песни, исполненные сольно. Обновлённая категория получила название «Лучшее рэп-/песенное исполнение». «…Чтобы отразить текущее состояние и будущее развитие рэпа, [мы расширили] категорию за пределы сотрудничества между рэперами и вокалистами, включив в неё записи сольных музыкантов, которые стирают границу между рэпом и пением», — говорилось в пресс-релизе академии.
В 2020 году номинация снова была пересмотрена и переименована в «Лучшее исполнение мелодичного рэпа». В настоящее время премия вручается артистам, в чьём сольном или совместном рэп-исполнении присутствуют сильная, чётко выраженная мелодия и элементы других музыкальных жанров, например ритм-н-блюза, рока, кантри или электронной музыки.

## Список лауреатов
| Год[I] | Исполнитель                                              | Работа                  | Номинанты | Прим.  |
| ------ | -------------------------------------------------------- | ----------------------- | --- | ------ |

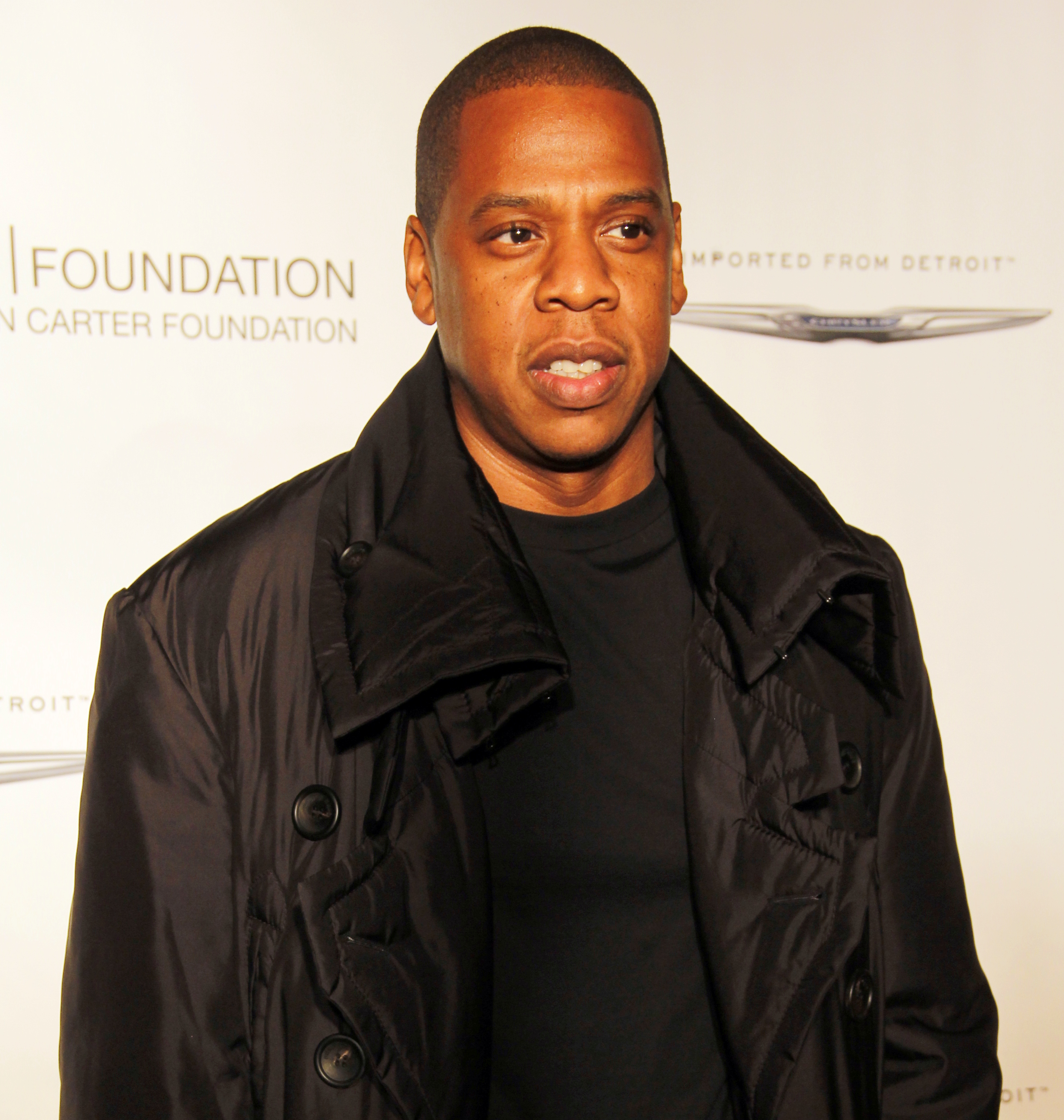
Обладатель 7 «Грэмми» за «Лучшее рэп-/песенное совместное исполнение» Jay Z

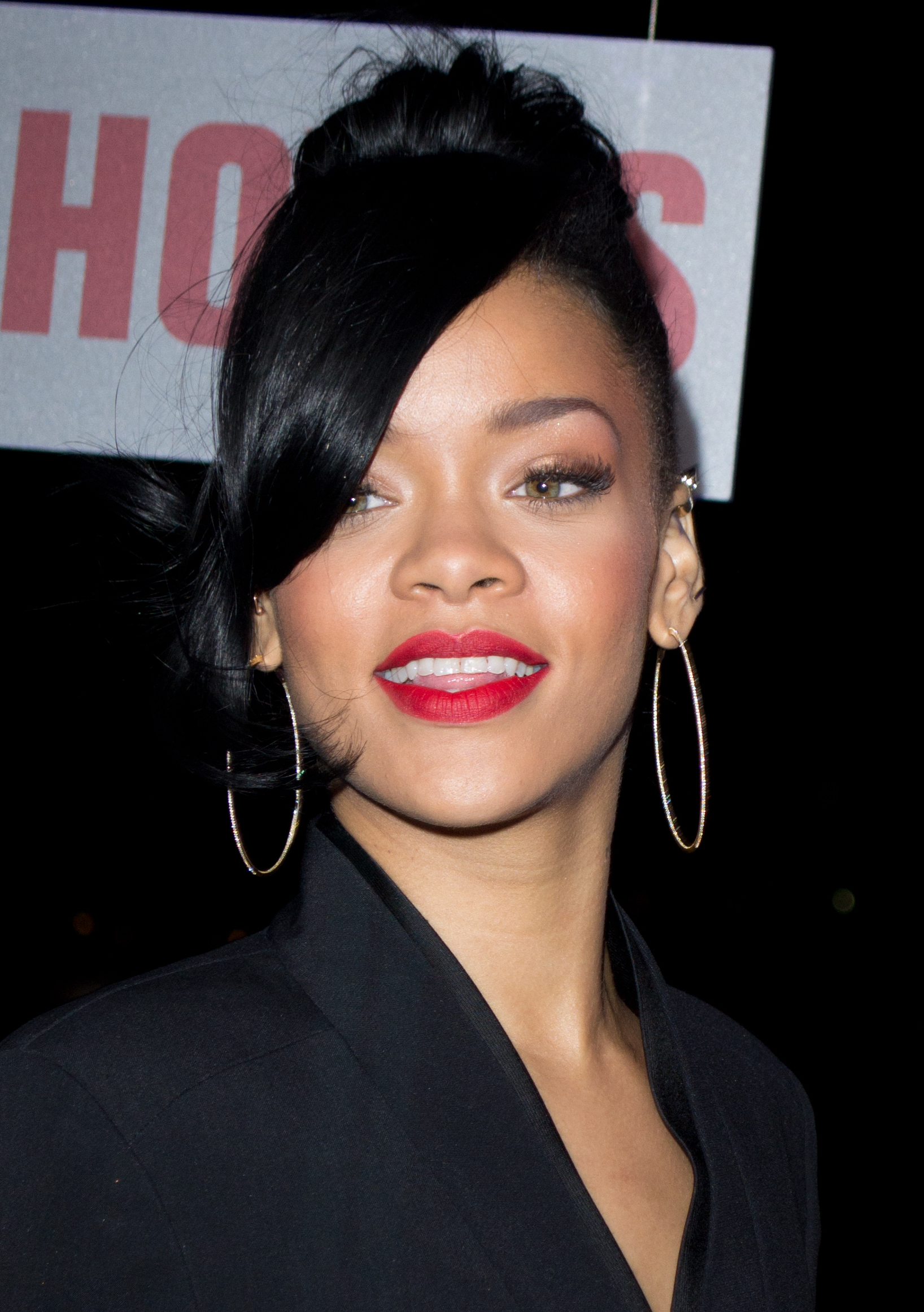
Рианна становилась лауреатом в 2008, 2009, 2012, 2015 и 2018 годах

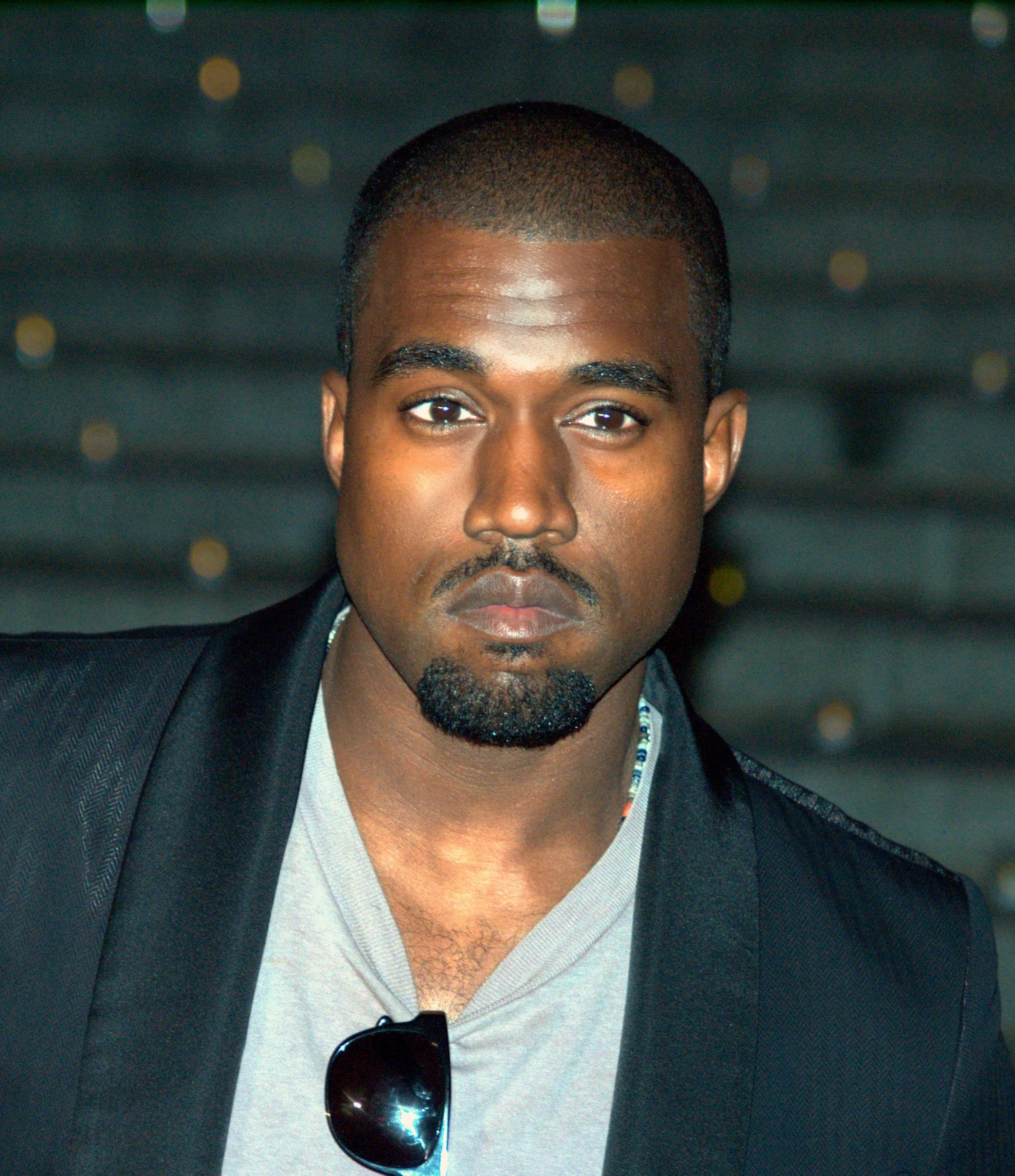
Канье Уэст — лидер количеству номинаций (15 раз)

| 2025   | Rapsodyпри участии Эрики Баду                            | «3:AM»                  | - Jordan Adetunji при участии Кейлани — «Kehlani» - Бейонсе, Linda Martell и Shaboozey — «Spaghettii» - Фьючер, Metro Boomin и The Weeknd — «We Still Don’t Trust You» - Latto — «Big Mama»                                                                                         | [ 4 ]  |
| 2024   | Lil Durk при участии Джея Коула                          | «All My Life»           | - SZA — «Low» - Дрейк и 21 Savage — «Spin Bout U» - Doja Cat — «Attention» - Burna Boy при участии 21 Savage — «Sittin' on Top of the World» | [ 5 ]  |
| 2023   | Фьючер при участии Дрейка и Tems                         | «Wait for U»            | - Latto — «Big Energy (Live)» - Кендрик Ламар при участии Blxst и Аманды Рейфер — «Die Hard» - Джек Харлоу — «First Class» - DJ Khaled при участии Фьючера и SZA — «Beautiful» | [ 6 ]  |
| 2022   | Канье Уэст при участии The Weeknd и Lil Baby             | «Hurricane»             | - Tyler, the Creator при участии YoungBoy Never Broke Again и Ty Dolla Sign — «WusYaName» - Lil Nas X при участии Джека Харлоу — «Industry Baby» - Doja Cat — «Need to Know» - Джей Коул при участии Lil Baby — «Pride Is the Devil»                                                | [ 7 ]  |
| 2021   | Андерсон Пак                                             | «Lockdown»              | - Дрейк при участии Lil Durk — «Laugh Now Cry Later» - Трэвис Скотт — «Highest in the Room» - Родди Рич — «The Box» - DaBaby при участии Родди Рича — «Rockstar» | [ 8 ]  |
| 2020   | DJ Khaled при участии Нипси Хассла и Джона Ледженда      | «Higher»                | - Янг Таг при участии Джея Коула и Трэвиса Скотта — «The London» - Mustard при участии Родди Рича — «Ballin'» - Lil Baby и Gunna — «Drip Too Hard» - Lil Nas X — «Panini» | [ 9 ]  |
| 2019   | Childish Gambino                                         | «This Is America»       | - Кристина Агилера при участии GoldLink — «Like I Do» - 6lack при участии J. Cole — «Pretty Little Fears» - Кендрик Ламар при участии SZA — «All the Stars» - Post Malone при участии 21 Savage — «Rockstar»                                                                        | [ 10 ] |
| 2018   | Кендрик Ламар при участии Рианны                         | «Loyalty»               | - 6lack — «Prblms» - GoldLink при участии Брента Фэьяса и Shy Glizzy — «Crew» - Jay-Z при участии Бейонсе — «Family Feud» - SZA при участии Трэвиса Скотта — «Love Galore» | [ 10 ] |
| 2017   | Дрейк                                                    | «Hotline Bling»         | - Бейонсе при участии Кендрика Ламара — «Freedom» - D.R.A.M. при участии Lil Yachty — «Broccoli» - Канье Уэст при участии Chance The Rapper, Келли Прайс, Кирка Франклина и The-Dream — «Ultralight Beam» - Канье Уэст при участии Рианны — «Famous»                                | [ 10 ] |
| 2016   | Кендрик Ламар при участии Билала, Анна Уайз и Thundercat | «These Walls»           | - Big Sean при участии Канье Уэста и Джона Ледженда — «One Man Can Change the World» - Common и Джон Ледженд — «Glory» - Jidenna при участии Roman GianArthur — «Classic Man» - Ники Минаж при участии Дрейка, Лил Уэйн и Криса Брауна — «Only»                                     | [ 10 ] |
| 2015   | Эминем при участии Рианны                                | «The Monster»           | - Common при участии Дженей Айко — «Blak Majik» - iLoveMakonnen при участии Дрейка — «Tuesday» - Schoolboy Q при участии BJ the Chicago Kid — «Studio» - Канье Уэст при участии Чарли Уилсона — «Bound 2»                                                                           | [ 10 ] |
| 2014   | Jay Z при участии Джастина Тимберлейка                   | «Holy Grail»            | - J. Cole при участии Мигеля — «Power Trip» - Jay Z при участии Бейонсе — «Part II (On the Run)» - Кендрик Ламар при участии Мэри Джей Блайдж — «Now or Never» - Уиз Халифа при участии The Weeknd — «Remember You»                                                                 | [ 10 ] |
| 2013   | Jay Z и Канье Уэст при участии Фрэнка Оушена и The-Dream | «No Church in the Wild» | - Флоу Райда при участии Сии — «Wild Ones» - Джон Ледженд при участии Ludacris — «Tonight (Best You Ever Had)» - Нэс при участии Эми Уайнхаус — «Cherry Wine» - Рианна при участии Jay Z — «Talk That Talk»                                                                         | [ 10 ] |
| 2012   | Канье Уэст при участии Рианны, Кида Кади и Ферги         | «All of the Lights»     | - Бейонсе при участии André 3000 — «Party» - DJ Khaled при участии Дрейка, Рика Росса и Лил Уэйн — «I'm on One» - Dr. Dre при участии Эминем и Скайлар Грей — «I Need a Doctor» - Рианна при участии Дрейка — «What’s My Name?» - Келли Роуленд при участии Лил Уэйн — «Motivation» | [ 10 ] |
| 2011   | Jay Z при участии Алиши Киз                              | «Empire State of Mind»  | - B.o.B при участии Бруно Марса — «Nothin' on You» - Крис Браун при участии Tyga и Кевина Макколла — «Deuces» - Эминем при участии Рианны — «Love the Way You Lie» - Джон Ледженд при участии The Roots, Мелани Фионы и Common — «Wake Up Everybody»                                | [ 10 ] |
| 2010   | Jay Z при участии Рианны и Канье Уэста                   | «Run This Town»         | - Бейонсе при участии Канье Уэста — «Ego» - Кери Хилсон при участии Канье Уэста и Ни-Йо — «Knock You Down» - The Lonely Island при участии T-Pain — «I'm on a Boat» - T.I. при участии Джастина Тимберлейка — «Dead and Gone»                                                       | [ 10 ] |
| 2009   | Эстель при участии Канье Уэста                           | «American Boy»          | - Флоу Райда при участии T-Pain — «Low» - Джон Ледженд при участии André 3000 — «Green Light» - Лил Уэйн при участии T-Pain — «Got Money» - Лупе Фиаско при участии Мэттью Сантоса — «Superstar»                                                                                    | [ 10 ] |
| 2008   | Рианна при участии Jay Z                                 | «Umbrella»              | - Крис Браун при участии T-Pain — «Kiss Kiss» - Эйкон при участии Snoop Dogg — «I Wanna Love You» - Кейша Коул при участии Lil' Kim и Мисси Эллиот — «Let It Go» - Канье Уэст при участии T-Pain — «Good Life»                                                                      | [ 10 ] |
| 2007   | Джастин Тимберлейк при участии T.I.                      | «My Love»               | - Эйкон при участии Эминем — «Smack That» - Бейонсе при участии Jay Z — «Déjà Vu» - Эминем при участии Nate Dogg — «Shake That» - Джейми Фокс при участии Ludacris — «Unpredictable»                                                                                                | [ 10 ] |
| 2006   | Linkin Park и Jay Z                                      | «Numb/Encore»           | - Гвен Стефани при участии Ив — «Rich Girl» - Destiny's Child при участии T.I. и Лил Уэйна — «Soldier» - Common при участии Джона Ледженда и Канье Уэста — «They Say» - Сиара при участии Мисси Эллиотт — «1, 2 Step»                                                               | [ 10 ] |
| 2005   | Ашер при участии Ludacris и Lil Jon                      | «Yeah!»                 | - Канье Уэст при участии Сайлины Джонсон — «All Falls Down» - Кристина Милан при участии Fabolous — «Dip It Low» - Jadakiss при участии Энтони Гамильтона — «Why (песня Jadakiss)» - Twista при участии Джейми Фокса и Канье Уэста — «Slow Jamz»                                    | [ 10 ] |
| 2004   | Бейонсе при участии Jay Z                                | «Crazy in Love»         | - The Black Eyed Peas при участии Джастина Тимберлейка — «Where Is the Love?» - LL Cool J при участии Марка Дорси — «Luv U Better» - Snoop Dogg при участии Фаррелла и Uncle Charlie Wilson — «Beautiful» - Фаррелл при участии Jay Z — «Frontin'»                                  | [ 10 ] |
| 2003   | Nelly при участии Келли Роуленд                          | «Dilemma»               | - Fat Joe при участии Ашанти — «What's Luv?» - Ja Rule при участии Ашанти — «Always on Time» - Nappy Roots при участии Энтони Гамильтона — «Po' Folks» - Джастин Тимберлейк при участии Clipse — «Like I Love You»                                                                  | [ 10 ] |
| 2002   | Ив при участии Гвен Стефани                              | «Let Me Blow Ya Mind»   | - Ja Rule при участии Case — «Livin' It Up» - Jagged Edge при участии Nelly — «Where the Party At» - Ludacris при участии Nate Dogg — «Area Codes» - Mystic при участии Planet Asia — «W»                                                                                           | [ 10 ] |

↑  Ссылка на церемонию «Грэмми», прошедшую в этом году.